# Douglas XP3D
Il Douglas XP3D fu un idrovolante da pattugliamento marittimo a scafo centrale, bimotore, monoplano ad ala alta, sviluppato dall'azienda aeronautica statunitense Douglas Aircraft Company negli anni trenta e rimasto allo stadio di prototipo.
Realizzato parallelamente con il Douglas YB-11, poi ridesignato YO-44 ed infine YOA-5, aereo anfibio da bombardamento leggero, ricognizione ed osservazione aerea, venne commissionato dall'United States Navy, la marina militare statunitense, per dotare la sua componente aerea di un nuovo modello da destinare al controllo aereo delle coste. Valutato assieme al Consolidated XP3Y-1 (il futuro PBY Catalina) che gli venne preferito in quanto economicamente vantaggioso, tuttavia il suo sviluppo proseguì venendo testato in condizioni operative fino alla sua perdita per incidente nel febbraio 1937.

## Storia del progetto
Nel 1933, nell'ambito di un programma di rinnovamento della propria flotta aerea, la U.S. Navy contattò la Douglas e la Consolidated sottoscrivendo con entrambe le aziende un ordine di fornitura per un singolo prototipo di idropattugliatore destinato a sostituire in servizio i precedenti Consolidated P2Y e Martin P3M.
A tale scopo la Douglas Aircraft incaricò il proprio ufficio tecnico di disegnare un modello adatto allo scopo, utilizzando i progetti di massima che daranno origine anche al similare e più piccolo YB-11, commissionato dall'United States Army, l'esercito statunitense, per dotare la propria componente aerea, l'allora United States Army Air Corps. L'aspetto, comune dei due modelli, era relativo ad un velivolo a scafo centrale con velatura monoplana, equipaggiato con due motori radiali Wright R-1820 Cyclone montati in distinte gondole posizionate al di sopra del piano alare, in una soluzione simile ed ingrandita a quella già sperimentata nel Douglas Dolphin, tuttavia mentre l'YB-11 destinato all'esercito era un aereo anfibio, l'XP3D era un idrovolante puro, ed è stato quindi dotato di carrellatura amovibile per permettere i suoi spostamenti dalla superficie acquatica verso terra e viceversa, piuttosto che equipaggiarlo con un carrello d'atterraggio funzionante a tutti gli effetti.

## Impiego operativo

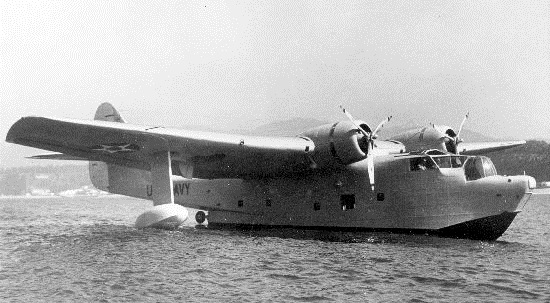
Il velivolo dopo la conversione allo standard XP3D-2.

Il prototipo XP3D-1 venne assegnato al Patrol Squadron 3 (VP-3), il quale lo utilizzò brevemente fino alla sua restituzione agli stabilimenti della Douglas per la sua conversione. L'XP3D-2 così modificato venne quindi utilizzato dal VP-11F come un aereo VIP fino alla sua distruzione in un incidente sulla baia di Acapulco, in Messico, in data 8 febbraio 1937.

## Varianti
XP3D-1
prototipo, equipaggiato con una coppia di motori radiali R-1830-58 da 825 hp (615 kW) montati sopra il piano alare.
XP3D-2
conversione del XP3D-1, caratterizzato dal piano alare rialzato, galleggianti equilibratori retraibili e motorizzato con una coppia di radiali R-1830-64 da 900 hp (671 kW) collocati sul bordo d'attacco alare.

## Utilizzatori
Stati Uniti
- United States Navy